# La Zaragozana

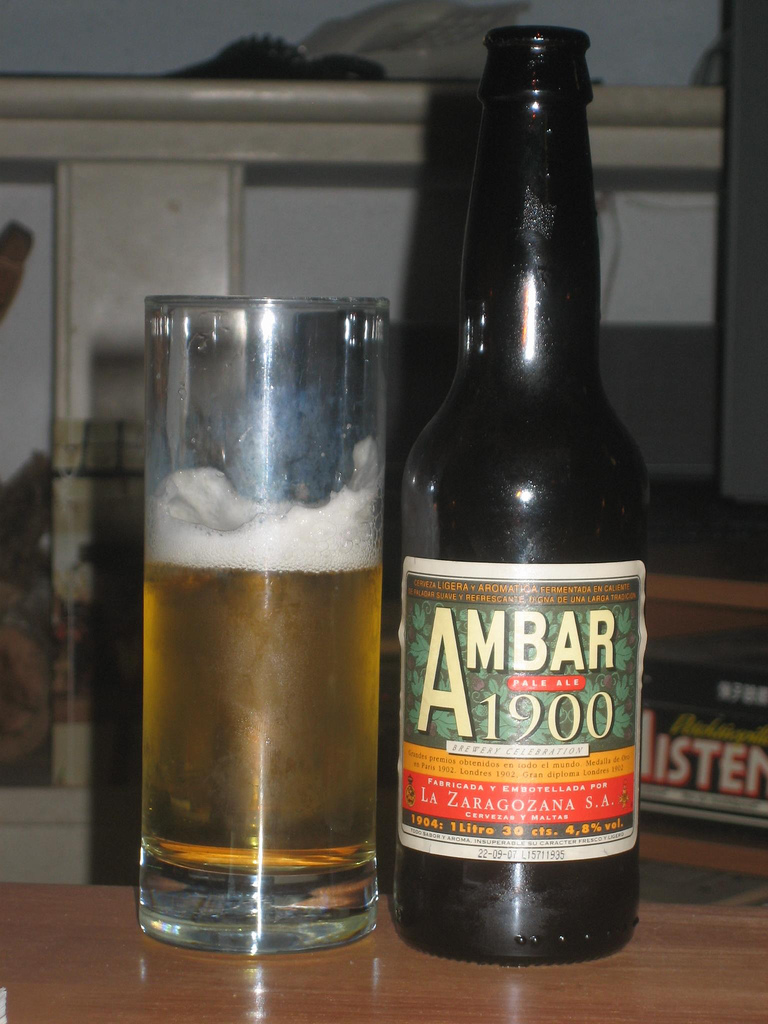
Ambar 1900

La Zaragozana is een zelfstandige brouwerij in Zaragoza in de Spaanse regio Aragón. Ze werd opgericht in 1900. Ze produceert een breed gamma bieren onder de merknaam Ambar. Op het etiket van Ambar Especial, het belangrijkste product van de brouwerij, staat de handtekening van de Duitser Carlos Schlaffer, de eerste brouwmeester van de brouwerij.
De brouwerij was de eerste in Spanje om een alcoholvrij bier op de markt te brengen, in 1976. Ambar verkoopt ook glutenvrij bier.
De productie bedroeg in 2015 ongeveer 60 miljoen liter. De brouwerij had hiermee een marktaandeel van rond de 50% in Aragón, maar slechts 2% in de rest van Spanje. Het bedrijf wilde dat optrekken tot 4% in 2018 door de productie te verhogen tot 200 miljoen liter. Het exportpercentage zou tevens moeten stijgen van 3,7 naar 7% van de productie.

## Bieren (selectie)
- Ambar Especial: lager, 5,2 alcoholpercentage
- Ambar Export Tres Maltas (drie moutsoorten, 7%)
- Ambar 1900 Pale ale, 4,8%
- Ambar Caesaraugusta (weissbier, 5,2%)
- Ambar Radler
- Ambar 0,0 (alcoholvrij, het eerste Spaanse alcoholvrije bier dat werd gelanceerd in 1976. Bevat isomaltulose, een disacharide)
- Ambar Ambiciosas zijn speciale bieren die in beperkte oplage verkocht worden in beugelflessen. De eerste drie bieren in deze reeks zijn
  - Ambar Centeno (6,4%) (met mout van rogge)
  - Ambar Picante (gekruid met gember, bergamot en kardemom)
  - Ambar 10 (strong lager, met 10 hopvariëteiten)